# Левыкин, Алексей Константинович
Алексе́й Константи́нович Левы́кин (род. 7 сентября 1959, Москва) — советский и российский историк. Кандидат исторических наук, специалист в области русского и зарубежного антикварного оружия, директор Государственного исторического музея, председатель Учёного совета Государственного историко-культурного заповедника «Московский Кремль», член Геральдического совета при Президенте Российской Федерации (с 2004), эксперт Комитета Совета Федерации по культуре, член совета фонда «История Отечества».

## Биография
Родился в городе Москве в семье советского и российского историка, заслуженного профессора МГУ им. М.В. Ломоносова, директора ГИМ в период с 1976 по 1992 годы К. Г. Левыкина (1925—2015) и врача-стоматолога Левыкиной Галины Михайловны (род. 1932).
В 1981 году окончил исторический факультет Московского государственного университета им. М. В. Ломоносова.
В 1985 году защитил диссертацию на соискание учёной степени кандидата исторических наук на тему «Пушечный наряд и пушкари во второй половине XVII в. в России».
С 1991 по 1998 год возглавлял Сектор оружия и парадного конского убранства Музеев Московского Кремля. В 1999—2000 году был заведующим отделом «Оружейная палата» Государственного историко-культурного музея-заповедника «Московский Кремль». С 2001 года — научный руководитель ФГУ "Государственный историко-культурный музей-заповедник «Московский Кремль».
24 июня 2010 года был назначен на пост директора Государственного исторического музея (ГИМ). Под руководством Левыкина в ГИМ активно развернулась научная, выставочная и археологическая деятельность, а также проходят изменения в экспозиции музея. В частности, был открыт Музей Отечественной войны 1812 года, за создание которого Левыкин удостоился премии Правительства РФ в области культуры.
В 2024 году вошёл в Совет при президенте Российской Федерации по культуре и искусству.

## Семья
- Супруга — Наталья Афанасьевна Левыкина (род. 1958)
- Дочь — Татьяна Алексеевна Левыкина (род. 1986)
- Брат — Дмитрий Константинович Левыкин (род. 1956), инженер

## Награды
- Медаль «В память 850-летия Москвы» (1997)
- Знак «За достижения в культуре» (2001)
- Медаль ордена «За заслуги перед Отечеством» II степени (4 ноября 2010 года) — за заслуги в развитии отечественной культуры и искусства, многолетнюю плодотворную деятельность[5]
- Премия Правительства Российской Федерации в области культуры (17 декабря 2014 года) — за создание Музея Отечественной войны 1812 года[6]
- Орден Дружбы (19 сентября 2019 года) — за заслуги в развитии отечественной культуры и искусства, многолетнюю плодотворную деятельность[7]
- Благодарность Правительства Российской Федерации (7 июля 2023 года) — за значительный вклад в подготовку и проведение мероприятий, посвящённых празднованию 1100-летия со дня принятия ислама Волжской Булгарией[8]
- Орден Александра Невского (10 февраля 2025 года) — за вклад в развитие отечественной культуры и искусства, многолетнюю плодотворную деятельность[9].

## Книги
- Московский Кремль. Императорская Рюст-камера. — М., 2004. — 250 с.